# Lushins Verteidigung

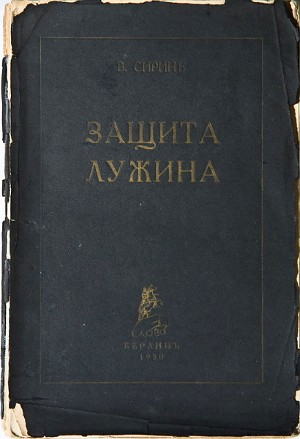
Erstauflage

Lushins Verteidigung (russisch Защита Лужина) ist der dritte Roman von Vladimir Nabokov. Das Buch beschreibt die Geschichte eines Schachspielers, der an seiner Genialität zugrunde geht; der Text erschien erstmals 1930.

## Handlung
Als Junge fühlte sich Alexander Iwanowitsch Lushin unansehnlich, ausgestoßen und als Spielball für die Späße der Klassenkameraden. Eines Tages wird er bei einer Feier seines Vaters gefragt, ob er Schachspielen kann. Das Ereignis weckt sein Interesse am Schachspiel. Er ist so begeistert, dass er nicht mehr zur Schule geht und bei seiner Tante  die Grundlagen des Spiels lernt. Schnell wird er zu einem großartigen Spieler, nimmt an lokalen Wettbewerben teil und steigt in der Rangliste auf. Sein außergewöhnliches Talent wird entdeckt, und in weniger als zehn Jahren wird er zu einem Schachgroßmeister. Viele Jahre gehört er zu den besten Schachspielern der Welt, wird aber nie Weltmeister. Während eines der Wettbewerbe trifft er ein junges Mädchen, dessen Name im Roman nicht erwähnt wird. Sie verlieben sich und werden ein Paar.
Lushins Leben erfährt eine dramatische Wendung, als er gegen den italienischen Großmeister Turati antreten muss. In Aufeinandertreffen soll sich entscheiden, wer gegen den aktuellen Weltmeister antreten wird. Vor dem Spiel erleidet Lushin einen psychischen Zusammenbruch. Seine Situation verschlimmert sich, als er bemerkt, dass seine sorgfältig erdachte Verteidigungsstrategie gegen Turati schon in den ersten Zügen scheitert. Das entscheidende Spiel endet so in einem Remis. Als der Wettbewerb unterbrochen wird, irrt Lushin in einem Zustand vollständiger Loslösung von der Realität durch die Stadt. Er wird nach Hause gebracht und muss sich erholen. Der Arzt erzählt Lushins Verlobter, dass das Schachspielen an seinem Zusammenbruch schuld sei und alles, was auch nur entfernt an Schach erinnere, aus dem Hause verbannt werden müsse.
Langsam findet das Spiel jedoch den Weg zurück in die Gedankenwelt des Protagonisten. Mal findet Lushin ein kleines Taschenschachspiel in einer Jackentasche, dann sieht er in einem Film ein Schachspiel. Lushin beginnt, sein Leben als Schachspiel zu sehen und seine Besessenheit für das Spiel kehrt zurück. Verzweifelt sucht er nach dem entscheidenden Zug, um das Schachspiel seines Lebens nicht zu verlieren. Doch er muss mitansehen, wie die Lage zunehmend aussichtsloser wird. Nach einer Begegnung mit seinem alten Mentor Valentinov erkennt Lushin, dass er das Spiel aufgeben muss. Er schließt sich im Bad ein und springt aus dem Fenster. Es bleibt offen, ob Lushin stirbt: „Die Tür wurde eingeschlagen. 'Alexander Iwanowitsch, Alexander Iwanowitsch' riefen mehrere Stimmen. Aber da war kein Alexander Iwanowitsch.“

## Entstehung und Veröffentlichung
Der Roman erschien zuerst unter Nabokovs Pseudonym W. Sirin in der russischsprachigen Literaturzeitschrift Sowremennyje sapiski und wurde danach vom Verlag Slovo in Berlin in russischer Sprache veröffentlicht. Im Vorwort zur englischen Ausgabe schrieb Nabokov, dass er Lushins Verteidigung 1929 bei einem Urlaub in Le Boulou geschrieben und es in Berlin vollendet habe.
Die Figur des Lushin basiert auf dem Leben des Schachmeisters  Curt von Bardeleben, den Nabokov persönlich kannte. Bardeleben nahm sich das Leben, indem er aus dem Fenster sprang. Das Buch war auch von dem sowjetischen Film Schachfieber (1925) inspiriert.

## Verfilmung
Das Buch wurde im Jahr 2000 von Regisseurin Marleen Gorris verfilmt. John Turturro spielt Luzhin, Emily Watson seine Frau.

## Textausgabe
- Lushins Verteidigung. Übersetzt von Dietmar Schulte, Rowohlt Taschenbuch Verlag, 1999, ISBN 978-3-4992-2550-5